# 小野真澄
小野 真澄（おの ますみ、1975年12月5日 - ）は、日本の陸上競技元選手で、指導者・中学校教員。専門は棒高跳。
元棒高跳び日本記録保持者。1998年アジア競技大会銀メダリスト、2002年アジア競技大会銀メダリスト、2003年世界陸上選手権日本代表。

## 経歴
北海道北斗市（旧亀田郡大野町）出身 。北海道札幌手稲高等学校を経て北海道教育大学に進み、教育学部（札幌校）卒業、同大学院修士課程修了。CFAを経てミキハウスに所属した。
1998年、棒高跳びで3m92の日本新記録を樹立。日本選手権では3m90の大会新記録を樹立して初優勝。バンコクアジア大会代表に選出された。その後の競技会で日本記録を3m95まで伸ばして臨んだアジア大会では、日本人として初めて4mの壁を突破し、銀メダルを獲得した。
2002年の釜山アジア大会でも銀メダルを獲得。2003年、日本選手権で4m21の日本新記録をマークして優勝。パリ世界選手権に出場した。
その後も長く競技を続けたが、ミキハウスを退社後、故郷札幌で中学校教員に転身、徐々に競技からはフェードアウトした。現在は指導者として活動している。